# Andrzej Byrt
Andrzej Byrt, né le 20 septembre 1949 à Poznań, est un économiste, haut fonctionnaire et diplomate polonais. Il est ambassadeur à Paris de janvier 2015 à août 2016.

## Biographie
Andrzej Jan Byrt fait ses études à l'École supérieure d'économie de Poznań, obtenant en 1977 un doctorat en sciences économiques dans ce qui est devenu l'académie d'économie de Poznań. Il y travaille comme attaché de recherche puis jusqu'en 1986 à la Foire internationale de Poznań (pl) dont il quitte la direction générale pour devenir conseiller commercial à l'Ambassade de Pologne en Belgique.
Il travaille ensuite au ministère chargé des relations économiques avec l'étranger avant d'être nommé en 1995 ambassadeur de Pologne à Berlin (pl), poste qu'il garde jusqu'en 2006 (à l'exception de quelques mois en 2001-2002 comme conseiller du président Aleksander Kwaśniewski puis sous-secrétaire d'État aux Affaires étrangères auprès de Włodzimierz Cimoszewicz dans le gouvernement de Leszek Miller).
À son retour, il revient à la Foire internationale de Poznań (pl) (comme président-directeur général de la société de 2009 à 2014) avant d'être nommé fin 2014 ambassadeur à Paris, où il succède à Tomasz Orłowski auprès de la France et de la principauté de Monaco. L'alternance politique suivant les élections législatives de 2015 met fin de manière prématurée à sa mission et il est mis à la retraite en 2016.

## Décorations
- Commandeur de l'Ordre Polonia Restituta
- Commandeur de l'ordre du Mérite de la République fédérale d'Allemagne
- Ordre de l'Étoile blanche d'Estonie de 2e classe, 2002

## Crédit d'auteurs
- (pl) Cet article est partiellement ou en totalité issu de l’article de Wikipédia en polonais intitulé « Andrzej Bryt » (voir la liste des auteurs).